# 夕刊NEWSワイド
『夕刊NEWSワイド』（ゆうかんニュースワイド）は、1999年10月から2001年9月までKBS京都テレビで毎週月曜 - 金曜 17:30 - 17:48に放送されていた報道番組。
当初はストレートニュース番組だったが、2000年1月からは京都新聞社との中継でその日の夕刊の見所を伝える「きらり夕刊」のコーナーも擁していた。番組の終了後、夕方のニュースは5分間のスポットニュース『京都新聞ニュース』が引き継いだ。また、「きらり夕刊」のコーナーは平日14時台に放送の単独番組となった（詳細は京都新聞きらり夕刊を参照）。

## 出演者
- KBS京都アナウンサー